# Sebastian Fini
Sebastian Fini Carstensen (* 26. März 1995 in Hellerup) ist ein dänischer Mountainbiker, der im Cross-Country aktiv ist.

## Sportlicher Werdegang
Seine ersten Erfolge im Mountainbikesport erzielte Fini auf nationaler Ebene sowie mit der dänischen Cross-Country-Staffel, mit der er Medaillen bei Weltmeisterschaften und Europameisterschaften gewann. Erst in der Saison 2017, seiner letzten in der U23, kam er im U23-Weltcup in Nové Město na Moravě unter die Top 3, bei den Weltmeisterschaften verpasste er als Vierter im Cross-Country XCO der U23 knapp eine Medaille. 
Nach dem Wechsel in die Elite blieb Fini zunächst ohne nennenswerte Ergebnisse. Erst in der Saison 2021 etablierte er sich in der Weltspitze. Mit dem nationalen Meistertitel wurde er für die Olympische Sommerspiele in Tokio nominiert und belegte dort im Cross-Country den 22. Platz. Bei den Europameisterschaften einen Monat später gewann er mit Silber im XCO seine erste Medaille bei internationalen Meisterschaften. In der Saison 2022 wiederholte er sein Ergebnis bei den Europameisterschaften. Auch im Weltcup erzielte er mit dem vierten Platz über die olympische Distanz in Petrópolis und dem dritten Platz im Short Track XCC in Mont Sainte-Anne die bisher besten Platzierungen seiner Karriere.
Neben dem Mountainbikesport startet Fini jedes Jahr bei den nationalen Meisterschaften im Cyclocross, zwischenzeitlich (Stand 2013) gewann er von den Junioren bis zur Elite insgesamt achtmal den Titel. Vereinzelt nahm er auch an Weltmeisterschaften und Weltcup teil, blieb jedoch ohne nennenswerte Ergebnisse.

## Erfolge
| 2014 - Dänischer Meister – Cross-Country XCO 2015 - Weltmeisterschaften – Staffel XCR - Dänischer Meister – Cross-Country XCO 2017 - Weltmeisterschaften – Staffel XCR - Europameisterschaften – Staffel XCR - Dänischer Meister – Cross-Country XCO 2018 - Weltmeisterschaften – Staffel XCR - Dänischer Meister – Cross-Country XCO 2019 - Europameisterschaften – Staffel XCR - Dänischer Meister – Cross-Country XCO 2020 - Dänischer Meister – Marathon XCM 2021 - Europameisterschaften – Cross-Country XCO 2022 - Europameisterschaften – Cross-Country XCO - Dänischer Meister – Cross-Country XCO 2023 - Dänischer Meister – Short Track XCC, Cross-Country XCO und MTB-Marathon XCM | 2013 - Dänischer Meister (Junioren) 2015 - Dänischer Meister (U23) 2016 - Dänischer Meister (U23) 2018 - Dänischer Meister 2019 - Dänischer Meister 2020 - Dänischer Meister 2021 - Dänischer Meister 2023 - Dänischer Meister |